# Оломна
Оломна (рос. Оломна) — присілок у Кіриському районі Ленінградської області Російської Федерації.
Населення становить 23 особи. Належить до муніципального утворення Глажевське сільське поселення.

## Історія
Згідно із законом від 1 вересня 2004 року № 49-оз органом  місцевого самоврядування є Глажевське сільське поселення.

## Населення
| 1838 | 1862 | 1885 | 1927 | 1965 | 1997 | 2002 |
| ---- | ---- | ---- | ---- | ---- | ---- | ---- |
| 269  | ↗468 | ↘144 | ↗720 | ↘156 | ↘53  | ↘41  |
| 2007 | 2010 | 2017 |      |      |      |      |
| ↘33  | ↘21  | ↗23  |      |      |      |      |